# Lorens Münter Philipson
Lorens Münter Philipson (Philipsen), född 17 mars 1765 i Ystad, död 3 november 1851 i Stockholm, var en svensk läkare och publicist.
Philipson blev student vid Lunds universitet 1782 samt 1791 medicine doktor och docent i medicin. Samma år flyttade han till Stockholm, där han genom bekantskapen med Thorild och de nya idéer, vilka den franska revolutionen satt i omlopp, snart leddes in på författarbanan. Hans första skrift, den Thorild själv ibland tillskrivna Bevis at det så kallade bevis för ärfteligt adelskap är intet bevis (1792), var en frukt av de samtal han haft med Thorild, med anledning av Zibets inträdestal i Svenska akademien 1790. Den är av intresse bl.a. därför, att den visar, att den revolutionära rörelsen nu börjar rikta sig även mot aristokratn. Skriften väckte uppseende och framkallade en hel liten litteratur av mot- och försvarsskrifter. 1792-94 utgav Philipson tidningen "Patrioten", som försvarade radikala, nästan kommunistiska åsikter och hade åtskilliga äventyr med de maktägande, tills den i mars 1794 upphörde. Emellertid hade Philipson 1792 blivit vald till vice professor i målaranatomi vid kungliga målar- och bildhuggarakademien (han erhöll 1794 professors titel), men skötte denna befattning mest genom andra och tog avsked 1798. Han utgav på Thorilds uppdrag dennes skrifter under landsflykten, varibland "Rätt eller alla samhällens eviga lag", som visserligen mycket stred mot hans radikala åsikter. 1795 lät han trycka ett häfte Tal och afhandlingar (översättningar från franskan), vilket undertrycktes. Efter ett besök i Paris 1796-97 offentliggjorde han L'observateur, ou recueil de lectures instructives et agréables (1798), vilken publikation även upphörde med första häftet, till följd av en skarp artikel mot England; en kompilation om Napoleon Bonaparte mötte en del censursvårigheter. Philipson blev 1806 - i tävlan med Berzelius - sekreterare i Collegium medicum, sedermera Sundhetskollegium, från vilken befattning han 1835 tog avsked. Han framlevde sina sista år blind.